# Biswamoyopterus laoensis
Biswamoyopterus laoensis — це деревна вивірка-летяга, ендемік Лаосу. Це був другий описаний представник роду Biswamoyopterus після того, як він був вперше зібраний у вересні 2012 року вченими, які досліджували трупи тварин на нелегальному ринку м'яса Тонгнамі, Бан Тонгнамі, район Паккадінг, провінція Болікамшай.

## Опис
Biswamoyopterus laoensis має червонувате, сіре хутро з білим зверху. Його тім'я блідо-сіре, патагіум помаранчевий, нижня частина біла. Довжина тіла 0,46 м і довжина хвоста 0,62 м, загальна довжина 1,08 м і маса 1,8 кг.